# Lee Casciaro
Pour les articles homonymes, voir Casciaro.
Lee Casciaro, né le 29 septembre 1981 à Gibraltar, est un footballeur international gibraltarien qui évolue au poste d'attaquant.
Avec 59 titres remportés avec Lincoln FC reconnus par l'UEFA, il détient le record du plus grand nombre de titres avec un club, du plus grand nombre de titres en club et du plus grand nombre de titres de l'histoire du football. Il est à noter que son palmarès compte des trophées semi-professionnels ; en prenant uniquement les trophées professionnels, c’est Lionel Messi qui est le joueur le plus titré de tous les temps avec 46 trophées.

## Biographie
Policier de profession, il joue comme attaquant dans l'équipe semi-professionnelle des Lincoln Red Imps depuis la saison 2007-2008.
Depuis septembre 2014, il fait partie de l'équipe de Gibraltar. Le 29 mars 2015, il marque le premier but de l'histoire de Gibraltar dans une rencontre officielle, à l'occasion du match de qualification pour l'Euro 2016 contre l'Écosse (1-6).
Le 18 novembre 2023, il devient le joueur le plus âgé (42 ans et 175 jours) à disputer un match de qualification pour les éliminatoires de l'Euro 2024, un match face à l'équipe de France,.

## Palmarès

### En club
- Lincoln FC (59 titres remportés)
  - Championnat de Gibraltar (24)
    - 2000-2001, 2002-2003, 2003-2004, 2004-2005, 2005-2006, 2006-2007, 2007-2008, 2008-2009, 2009-2010, 2010-2011, 2011-2012, 2012-2013, 2013-2014, 2014-2015, 2015-2016, 2016-2017, 2017-2018, 2018-2019, 2019-2020, 2020-2021, 2021-2022, 2022-2023, 2023-2024, 2024-2025

  - Coupe de Gibraltar (15)
    - 2001-2002, 2003-2004, 2004-2005, 2005-2006, 2006-2007, 2007-2008, 2008-2009, 2009-2010, 2010-2011, 2013-2014, 2014-2015, 2015-2016, 2020-2021, 2021-2022, 2023-2024

  - Supercoupe de Gibraltar (11)
    - 2001, 2002, 2004, 2007, 2008, 2009, 2010, 2011, 2015, 2017, 2022

  - Coupe de la Ligue de Gibraltar (11)
    - 1999-2000, 2001-2002, 2002-2003, 2003-2004, 2004-2005, 2005-2006, 2006-2007, 2007-2008, 2010-2011, 2011-2012, 2013-2014

### Distinctions individuelles
- Meilleur buteur du championnat de Gibraltar 2014-2015 avec 20 réalisations